# Merapi
Merapi (indonez. Gunung Merapi – „Góra Ognia”) – czynny wulkan w środkowej części Jawy w Indonezji; zaliczany do stratowulkanów.
Wysokość 2910 m n.p.m. (niektóre źródła podają 2930 m). Leży w bardzo gęsto zaludnionej okolicy, w pobliżu dużego miasta Yogyakarta. Wioski położone są do wysokości 1700 m n.p.m. Na południowych zboczach Merapi ulokowała się wypoczynkowa miejscowość Kaliurang, licznie odwiedzana przez mieszkańców Yogyakarty.
Szacuje się, że ten jeden z najbardziej aktywnych wulkanów w Indonezji wyemitował największą ilość materiału piroklastycznego ze wszystkich wulkanów na świecie. Dym wydobywający się z wulkanu widoczny jest przez około 300 dni w roku.
Pierwsza zanotowana erupcja miała miejsce w 1548 r. (istnieją dowody uzyskane metodą datowania radiowęglowego erupcji z ok. 7310 i 8780 r. p.n.e.), prawdopodobnie również w 1006 r., kiedy to skutki wybuchu miały spowodować załamanie gospodarcze i upadek hinduistycznego Królestwa Mataram, a popioły wulkaniczne pokryły centralną część Jawy. Od 1548 r. zanotowano około 60 większych erupcji, mniejsze następują nawet co 2-3 lata. Wulkan wybuchał m.in. w latach 1822, 1832, 1846, 1848, 1934, 1935. W roku 1955 popiół wulkanu zasypał tereny zamieszkane przez 250 tys. ludzi. Ewakuowano wówczas szereg wsi położonych najbliżej krateru. Kolejna duża erupcja miała miejsce w 1961 r. Popiół wulkaniczny przysypał kilkumilimetrową warstwą Kaliurang, wiele osób ewakuowano na stałe na Sumatrę. W następnych latach lawiny piroklastyczne pociągnęły za sobą dziesiątki ofiar śmiertelnych (na przykład w 1979 r. i w listopadzie 1994 r.). Gorące gazy z wielkiej erupcji 22 listopada 1994 r. zabiły 27 ludzi, głównie w miejscowości Muntilan, położonej na zachód od wulkanu. Wulkan ciągle stanowi duże zagrożenie, jest intensywnie monitorowany.
Wzmożona aktywność wulkanu w połowie maja 2006 roku zagroziła ponad 34 tys. ludzi, z których wielu zostało ewakuowanych w obawie przed skutkami spodziewanego w niedługim czasie kolejnego groźnego wybuchu.
Ostatnia duża erupcja rozpoczęła się w ostatnich dniach października 2010 roku. W ciągu kilku dni śmierć poniosło ponad 100 osób, a ponad 100 tys. zostało ewakuowanych. Z dnia na dzień erupcja stawała się silniejsza. Wulkan wyrzucał z siebie popioły i materiał piroklastyczny na wysokość 7 km. Opadały one następnie na obszarze ponad 150 km² wokół wulkanu. W dniu 4 grudnia 2023 miała miejsce ostatnia erupcja.